# Stratyjówka
Stratyjówka (ukr. Стратіївка) – wieś na Ukrainie w rejonie czeczelnickim obwodu winnickiego, na wschodnim Podolu. Północną część miejscowości stanowi dawna wieś Kowalówka.
W czasach I Rzeczypospolitej wieś leżała w województwie bracławskim w prowincji małopolskiej Korony Królestwa Polskiego. W 1789 była prywatną wsią należącą do Lubomirskich. Odpadła od Polski w wyniku II rozbioru.